# Eternal (Malevolent Creation)
Eternal è il quarto album della band death metal statunitense Malevolent Creation, pubblicato il 23 maggio 1995 dalla Pavement Music. Si tratta del primo album senza lo storico cantante Brett Hoffmann.

## Tracce
1. No Salvation – 5:12
2. Blood Brothers – 4:04
3. Infernal Desire – 3:31
4. Living In Fear – 3:08
5. Unearthly – 3:30
6. Enslaved – 4:18
7. Alliance Or War – 3:52
8. They Breed – 2:49
9. To Kill – 3:58
10. Hideous Reprisal – 3:43
11. Eternal – 4:35
12. Tasteful Agony

## Formazione
- Jason Blachowicz - voce, basso
- Phil Fasciana  - chitarra
- Jon Rubin - chitarra
- Dave Culross -batteria